# Фрост, Хонор
Хонор Фрост (англ. Honor Frost; 1917, Никосия — 2010, Лондон) — британский дайвер, пионер в области подводной археологии. Специализация — изучение каменных якорей древних кораблей.

## Биография
Хонор Фрост родилась 28 октября 1917 года в Никосии (Кипр). Рано осиротела, её взяла под опеку Уилфред Эвилл, английский скульптор. Училась в Центральной школе искусства и дизайна в Лондоне и Школе рисования и изящного искусства Раскина в Оксфорде. После работала дизайнером в танцевальной компании «Рамбер» и в музее Тейт Британия директором по публикациям.
Фрост начала заниматься погружениями почти сразу после изобретения Жак-Ивом Кусто акваланга, и уже в начале 1950-х годов она работала дайвером и художником во Франции и Италии. Первый опыт подводных археологических раскопок мест затонувших кораблей приобрела с французским аквалангистом Фредериком Дюма. В конце 1950-х годов поступила в Институт археологии университетского колледжа Лондона и там в 1959 году познакомилась с шотландской коллегой Джоан дю Плэт Тейлор. Совместно с ней, Дюма и американским дайвером Питером Трокмортоном Фрост долгие годы работала в одной команде.
Фрост изучала дно Средиземного моря, особенно прибрежные воды Ливана, но также сделала несколько примечательных находок у берегов турецкого мыса Гелидония: например, она обнаружила останки затонувшего судна XII века до нашей эры — это был самый старый корабль в мире на то время.

В 1968 году Фрост под эгидой ЮНЕСКО исследовала развалины Александрийского маяка: много позднее, в 1997 году, за эту экспедицию она получила от правительства Франции медаль «За новаторскую подводную археологию в Египте».

В 1969 году стала членом Лондонского общества антикваров. В 1971 году она приняла активное участие в изучении недавно обнаруженного у берегов сицилийской Марсалы так называемого Марсальского корабля — и по сей день он остаётся самым старым военным кораблём из когда-либо обнаруженных.
В 2005 году Фрост получила награду имени Колина Маклеода «За способствование международной кооперации в дайвинге» от Британского подводного клуба.
Хонор Фрост скончалась 12 сентября 2010 года. До последних дней она оставалась активной и даже незадолго до смерти 92-летняя исследовательница планировала путешествие в Индию, чтобы взглянуть на самый большой каменный якорь в мире. Рисунки и заметки Фрост хранятся в Национальном музее археологии в Валлетте (Мальта).

## Избранные работы
- Under the Mediterranean; marine antiquities — 1963, 1969
- From Rope to Chain: On the Development of the Anchor in the Mediterranean — 1963
- Diggings In The Deep — ноябрь—декабрь 1964
- Ancient harbours and anchorages in the eastern Mediterranean — 1972
- The Punic wreck in Sicily 1. Second season of excavation — март 1974
- When is a wreck not a wreck — 1976
- The Marsala Punic Warship — после 1978
- Pyramidal Stone Anchors: An Enquiry — 1985
- How Carthage Lost the Sea: Off the Coast of Sicily, a Punic Warship Gives up its Secret — 1987
- Old Saws — 1991